# Mologa
El Mologa - Молога (rus) - és un riu de Rússia, un afluent del Volga. Té una llargària de 456 km i una conca de més de 29.700 km². Passa per les províncies de Tver, de Nóvgorod i de Vólogda.
Neix en una zona de turons baixos a la part nord-est de l'óblast de Tver, prop de Morkini Gori. El riu discorre primer en direcció est, i travessa el llac Bejek, on hi ha la ciutat de Bejek. Després emprèn una direcció nord-oest, travessant el llac Verestovo. Gira en direcció oest, passant prop de Maksatitxa, on rep per l'esquerra les aigües del Volzina. A continuació discorre cap al nord. S'endinsa durant un tram curt a la part oriental de l'óblast de Nóvgorod, on passa davant de Pestovo, i continua en direcció nord-est.
Abandona Nóvgorod i s'endinsa en l'óblast de Vólogda, i comença a descriure una àmplia corba en què gira cap al sud. Travessa les viles d'Ústiujna i Lentevo, rep per l'esquerra el Txagodosxa. Finalment desemboca a la presa de Ríbinsk a la seva part centro-occidental, al braç on es troba la vila de Vessegonsk.
D'altres afluents menys importants són el Viga, el Neia i el Mekha.
El riu Mologa, com molts altres rius de Rússia, es glaça des de novembre a finals d'abril o començaments de maig. Durant la resta de l'any el riu és navegable des de la desembocadura fins a la vila de Pestovo.